# Karel Aliger
Karel Aliger (9. září 1916, Ústí nad Orlicí – 28. května 1984, Česká Třebová) byl český umělecký fotograf.

## Život
Karel Aliger v roce 1958 vystoupil z družstva Fotografia a nastoupil do propagačního oddělení českotřebovské Perly, kde pracoval až do smrti. V roce 1960 se stal vítězem mezinárodní soutěže fotografií s textilní tematikou. V letech 1962 - 1965 vystudoval při zaměstnání podnikovou technickou školu národního podniku Orgatex (umělecko-průmyslová škola s výtvarným zaměřením) a později v letech 1969 - 1978 působil jako externí učitel na místní LŠU - obor fotografie. Fotografoval Českou Třebovou a její okolí. Pravidelně obesílal fotografické soutěže, kde získal řadu významných cen. Fotografie zveřejnil v publikaci Česká Třebová 1278-1978. Roku 1991 vydalo Městské muzeum monografii „Karel Aliger a jeho Česká Třebová“.